# Wengtu
Wengtu (kinesiska: 翁图, 翁图苏木) är en socken i Kina. Den ligger i den autonoma regionen Inre Mongoliet, i den norra delen av landet, omkring 670 kilometer nordost om regionhuvudstaden Hohhot.
Genomsnittlig årsnederbörd är 433 millimeter. Den regnigaste månaden är juni, med i genomsnitt 109 mm nederbörd, och den torraste är februari, med 5 mm nederbörd.